# Apley
Apley – wieś w Anglii, w hrabstwie Lincolnshire. Leży 14 km na wschód od Lincoln i 196 km na północ od Londynu.